# سیکلوبوتن
سیکلوبوتن (به انگلیسی: Cyclobutene) با فرمول شیمیایی C۴H۶ یک ترکیب شیمیایی با شناسه پاب‌کم ۶۹۹۷۲ است؛ که جرم مولی آن ۵۴٫۰۹ g/mol می‌باشد.